# Thailand Open 2020
Il Thailand Open 2020 è stato un torneo di tennis giocato sul cemento. È stata la quarta edizione del torneo facente parte della categoria International nell'ambito del WTA Tour 2020. Si è giocato alla True Arena Hua Hin di Hua Hin in Thailandia, dal 8 al 16 febbraio 2020.

## Partecipanti

### Teste di serie
| Nazionalità | Giocatrice      | Ranking* | Testa di serie |
| ----------- | --------------- | -------- | -------------- |
| Ucraina     | Elina Svitolina | 4        | 1              |
| Croazia     | Petra Martić    | 15       | 2              |
| Cina        | Wang Qiang      | 27       | 3              |
| Cina        | Zheng Saisai    | 36       | 4              |
| Polonia     | Magda Linette   | 42       | 5              |
| Cina        | Wang Yafan      | 56       | 6              |
| Cina        | Zhu Lin         | 70       | 7              |
| Giappone    | Nao Hibino      | 84       | 8              |

- Ranking al 3 febbraio 2020.

### Altre partecipanti
Le seguenti giocatrici hanno ricevuto una Wild card per il tabellone principale:
- Eugenie Bouchard
- Patcharin Cheapchandej
- Petra Martić
- Wang Qiang

La seguente giocatrice è entrata in tabellone tramite il ranking protetto:
- Kateryna Bondarenko

Le seguenti giocatrici sono passate dalle qualificazioni:

- Ulrikke Eikeri
- Leonie Küng
- Liang En-shuo
- Chihiro Muramatsu
- Ellen Perez
- Storm Sanders

La seguente giocatrice è entrata in tabellone come lucky loser:
- Peangtarn Plipuech

### Ritiri
Prima del torneo
- Paula Badosa Gibert → sostituita da  Yuan Yue
- Eugenie Bouchard → sostituita da  Peangtarn Plipuech
- Priscilla Hon → sostituita da  Bibiane Schoofs
- Hsieh Su-wei → sostituita da  Natalija Kostić
- Maddison Inglis → sostituita da  Arina Rodionova
- Danka Kovinić → sostituita da  Ankita Raina
- Barbora Krejčiková → sostituita da  Chloé Paquet
- Tatjana Maria → sostituita da  You Xiaodi
- Samantha Stosur → sostituita da  Han Xinyun
- Dayana Yastremska → sostituita da  Wang Xinyu

## Punti
| Evento    | V   | F   | SF  | QF | 2T   | 1T | Q    | Q2   | Q1   |
| Singolare | 280 | 180 | 110 | 60 | 30   | 1  | 18   | 12   | 1    |
| Doppio    | 280 | 180 | 110 | 60 | N.D. | 1  | N.D. | N.D. | N.D. |

## Montepremi
| Evento    | V       | F       | SF      | QF     | 2T     | 1T     | Q    | Q2     | Q1     |
| Singolare | $43,000 | $21,400 | $11,600 | $6,275 | $3,600 | $2,300 | N.D. | $1,685 | $1,100 |
| Doppio    | $13,580 | $7,200  | $4,000  | $2,300 | N.D.   | $1,520 | N.D. | N.D.   | N.D.   |

## Campionesse

### Singolare
- Magda Linette ha battuto in finale  Leonie Küng con il punteggio di 6-3, 6-2.

È il terzo titolo in carriera per Linette, il primo della stagione.

### Doppio
- Arina Rodionova /  Storm Sanders hanno battuto in finale  Barbara Haas /  Ellen Perez con il punteggio di 6-3, 6-3.